# Gordon Moakes
Gordon Moakes (né le 22 juin 1976) est le bassiste et parfois chanteur du groupe de rock anglais Bloc Party. Il fit son éducation à la Ousedale school Newport Pagnell (Milton Keynes). Moakes est devenu membre du groupe après avoir répondu à une annonce parue dans un magazine de musique à l'initiative de Kele Okereke et Russell Lissack, à la recherche d'un joueur de basse qui pourrait rejoindre le groupe. Bien qu'à l'origine n'étant pas bassiste, Lissack lui dit à leur première répétition qu'il était le seul joueur auditionné à avoir été capable de jouer la partie basse de la chanson que Okereke et Lissack lui avaient joué (apparemment intitulée "Life of the Party"). Moakes est crédité pour avoir coécrit avec Okereke les paroles de plusieurs chansons. 

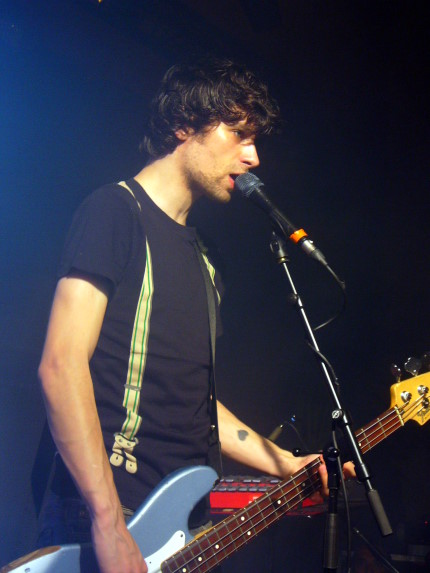
Bloc Party en concert à Paris le 26 avril 2007 au Réservoir.